# Hatamoto

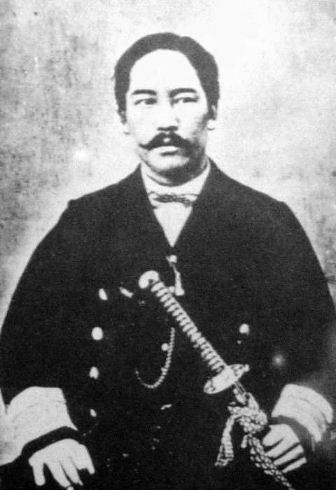
Takeaki Enomoto – hatamoto z okresu Edo

Hatamoto (jap. 旗本 u sztandaru) – samuraj w bezpośredniej służbie shōgunów Tokugawa w feudalnej Japonii. Mimo że wszystkie trzy siogunaty w historii Japonii posiadały oficjalnych wasali, w przypadku dwóch wcześniejszych określano ich jako gokenin. W okresie Edo hatamoto byli wyższą grupą wasali rodu Tokugawa, a gokenin niższą. Między grupami nie było wielu różnic, w tym w poziomie dochodu, natomiast hatamoto mieli prawo audiencji u shōguna (to prawo nie przysługiwało gokenin). Słowo hatamoto dosłownie oznacza „u podstawy sztandaru” i jest często tłumaczone jako „chorąży”.